# Yang Kyoungjong
Yang Kyoungjong (양경종; Sinŭiju, 3 marzo 1920 – Evanston, 7 aprile 1992) è stato un militare coreano noto per aver combattuto in tre eserciti diversi durante la seconda guerra mondiale.
Sebbene alcuni storici considerino quanto sopra una serie di eventi realmente accaduti, non esiste in realtà alcuna prova certa della sua esistenza.

## Biografia
Nato a Sinŭiju nell'allora Corea giapponese, nel 1938 era in Manciuria quando venne coscritto nell'Armata del Kwantung dell'Esercito imperiale giapponese per combattere l'Unione Sovietica.
Nel 1939, durante la battaglia di Khalkhin Gol della guerra di confine sovietico-giapponese, venne catturato dall'Armata Rossa e mandato in un gulag.
A causa della carenza di uomini nella lotta contro la Germania nazista, fu spinto, nel 1942, a combattere nell'Armata Rossa, insieme a migliaia di altri prigionieri. Fu quindi inviato a combattere sul fronte orientale.
Nel 1943 fu catturato dai soldati della Wehrmacht nell'est dell'Ucraina durante la terza battaglia di Char'kov, per poi unirsi ai "battaglioni orientali" e combattere per la Germania nazista. Yang fu inviato nella Francia occupata per servire in un battaglione di ex prigionieri di guerra sovietici sulla penisola del Cotentin, in Normandia, vicino a Utah Beach. Dopo gli sbarchi del D-Day nel nord della Francia da parte delle forze alleate, Yang fu catturato dai paracadutisti dell'esercito degli Stati Uniti nel giugno del 1944. Inizialmente gli americani credettero che fosse un soldato giapponese in uniforme tedesca; all'epoca, il tenente Robert Brewer del 506th Infantry Regiment, 101st Airborne Division, riferì che il suo reggimento aveva catturato quattro asiatici in uniforme tedesca dopo gli sbarchi a Utah Beach, e che inizialmente nessuno era in grado di comunicare con loro. Yang fu inviato in un campo di prigionia in Gran Bretagna e in seguito trasferito in un campo di prigionia negli Stati Uniti.
Morì ad Illinois nel 1992.